# Upplands län
Upplands län var ett län i Sverige som existerade åren 1634–1640 samt 1649–1652 och 1655–1714. I regeringsformen 1634 med instiftandet av landshövdingedömen förenades Uppsala slottslän och Stockholms slottslän i det nya Upplands län. Genom kungligt brev av 24 april 1640 fastställdes att Stockholms län och Uppsala län skulle vara skilda åt i två landshövdingedömen, men detta beslut kom senare att upphävas, och fram till 2 april 1714 var Stockholms län och Uppsala län förenade i Upplands län.
Fram till 10 mars 1689 tillhörde Södertörn Upplands hövdingedöme eller län.